# Charcot (udde i Antarktis)
Charcot är en udde i Antarktis. Den ligger i Östantarktis. Australien gör anspråk på området.
Terrängen inåt land är kuperad åt sydväst, men åt nordost är den platt. Terrängen runt Charcot sluttar norrut. Trakten är obefolkad. Det finns inga samhällen i närheten.